# Hup a Hop
Hup a Hop je československý loutkový animovaný televizní seriál z roku 1968 vysílaný v rámci Večerníčku.
Scénář zpracoval Jiří Kafka podle svého námětu. Režii měl na starosti Alexander Zapletal. Kameramanem byl Bohumil Turek. Výtvarník byl Josef Lamka. Seriál v hlavních postavách namluvili Jiřina Bohdalová (Hop), Vladimír Hrubý (Hup) a František Filipovský (kormidelník). V další postavách Miloš Kopecký (Pepa Pepa), Nataša Gollová, Oldřich Musil, Jaroslav Mareš a Luděk Kopřiva. Hlavní píseň nazpíval Waldemar Matuška. Hudbu zkomponoval Vadim Petrov. Bylo natočeno 13 epizod, délka se pohybovala v rozmezí od 11 do 15 minut.

## Další tvůrci
- Loutkoherci: Jaromír Vidlař, Ivan Anthon, Jana Prachařová, Hana Zapletalová
- Výtvarník: Josef Lamka
- Výtvarná spolupráce: L. Černá, V. Vaněk

## Úvod do děje
Hup a Hop jsou dvě malé mluvící opičky, které na ostrově najde pan Kapitán, a ony s ním žijí nejen na lodi, ale později i u něj doma a prožívají spolu různá dobrodružství.
V dobrém úmyslu Kapitánovi způsobí nějakou neplechu – třeba pomalují stěny lodní kajuty marmeládami nebo schovají sněhovou kouli pod polštář, aby mu ji mohly ukázat.

## Zajímavosti
V titulcích pořadu nejsou herci propůjčující hlas loutkám ani zpěváci uváděni.

## Seznam dílů
1. Jak je kormidelník zachránil
2. Jak vymalovali kajutu
3. Jak udělali nejmenší stoleček
4. Jak vařili večeři
5. Jak spravovali radio
6. Jak zkrášlili kormidelníka
7. Jak zapomněli zavřít ledničku
8. Jak honili zloděje
9. Jak kupovali auto
10. Jak si udělali školu
11. Jak rozbili sněhuláka
12. Jak se málem rozloučili